# Patronessen-Polka
Patronessen-Polka, op. 286, är en polka-française av Johann Strauss den yngre. Den framfördes första gången den 2 februari 1864 i Sofienbad-Saal i Wien.

## Historia
Liksom Morgenblätter (op. 279) härstammar Patronessen-Polka från karnevalsåret 1864. Detta år gav juridikstudenterna två baler då deras studentförening inte kunde enas om en gemensam bal. Till den första balen den 18 januari skrev Johann Strauss Juristenball-Polka (op. 280) och till den andra den 2 februari Patronessen-Polka. Som kontrast till den snabba och energiska första polkan, tillägnade han den graciösa polkan de adelsdamer som ekonomiskt hade stöttat studentbalerna. 35 år senare skulle polkan komma att ingå i Strauss operett Wiener Blut (1899) där den förekommer i finalen till första akten i duetten "Ich kann mich nicht beklagen, er ist ein Cavalier". Polkan tillhörde även dirigenten Clemens Krauss favoritstycken då den stod på programmet vid Nyårskonserten från Wien år 1945.

## Om polkan
Speltiden är ca 4 minuter och 54 sekunder plus minus några sekunder beroende på dirigentens musikaliska tolkning.